# منطقة شمال باراندوزتشاي
منطقة شمال باراندوزتشاي الريفية (بالفارسية: دهستان باراندوزچای شمالی) هي أحد المناطق الريفية التابعة للناحية المركزية، مقاطعة أرومية، محافظة أذربيجان الغربية، إيران، وعاصمتها هي قرة أغاج، وأكبر قراها هي غوغ تبة. تضم 20 قرية، ويبلغ عدد سكانها 8486 نسمة حسب إحصاء 2016.